# Histoire de la réglementation de la Formule 1
L'histoire de la réglementation de la Formule 1 commence en 1946 avec l'uniformisation des règles voulue par la Commission sportive internationale de la Fédération internationale de l'automobile et la création de la « Formule de Course Internationale n°1 ». Le championnat du monde sera créé en 1950.
La réglementation de la Formule 1 correspond à l'ensemble des règlements sportifs et techniques édictés par la FIA qui régissent les Grands Prix. Au fil des années, elle s'est adaptée aux exigences économiques et de sécurité ainsi qu'aux avancées technologiques. La FIA a multiplié les changements de règlements recherchant toujours plus de sécurité, par exemple en développant de véritables dispositifs médicaux sur les circuits. De nombreuses innovations et améliorations technologiques ont ainsi été interdites pendant des années afin de brider la vitesse des voitures et qu'ainsi les Grand Prix se déroulent dans les meilleures conditions de sécurité possible. Sans ces interdictions, les monoplaces d'aujourd'hui pourraient négocier certaines courbes à plus de 300 km/h. Les conséquences d'un accident à cette vitesse seraient certainement la mort pour le pilote.
Depuis l'an 2000, la FIA s'est appliquée à créer de nouvelles règles visant à réduire le coût de la discipline. Au cours des dernières années, les fonds nécessaires pour faire courir une écurie avaient considérablement augmenté ce qui a mis en difficulté de nombreuses écuries. C'est la raison pour laquelle depuis la saison 2009 la F1 s'est engagée dans un programme drastique de réductions des dépenses.

## Années 1950

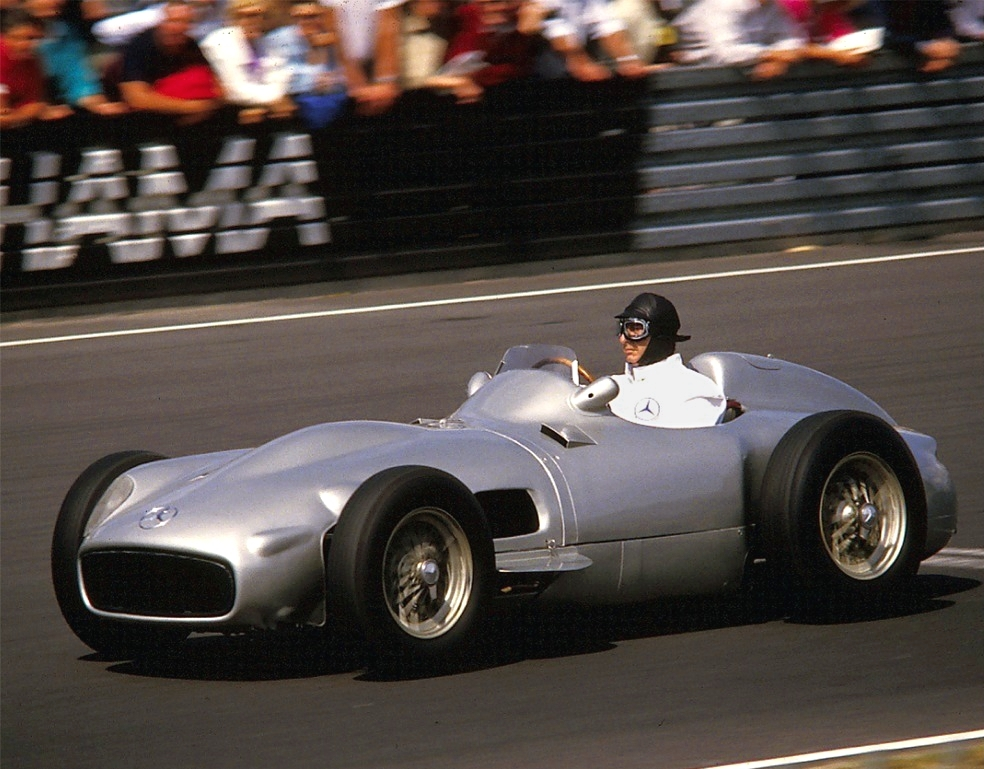
Juan Manuel Fangio sur Mercedes-Benz W196 lors d'une course rétro en 1986

Bien que des courses de Formule 1 se déroulent depuis 1948, ce n'est qu'en 1950 que le Championnat du monde est créé. Les règles de sécurité sont quasi inexistantes durant la première décennie de courses et les avancées technologiques sont extrêmement lentes comparées aux standards modernes ce qui explique pourquoi la réglementation ne subit que très peu de modifications.
- 1950 : la cylindrée des moteurs est limitée à 1 500 cm3 avec compresseur (supercharger ou turbocompresseur) ou 4 500 cm3 pour les moteurs atmosphériques. Aucune limite de poids n'est imposée[6].

- 1952 : le championnat pilotes adopte la réglementation de la Formule 2. La cylindrée maximum autorisée est désormais de 750 cm3 pour les moteurs à compresseur ou 2 000 cm3 pour les moteurs atmosphériques. De nombreuses courses ne comptant pas pour le classement au championnat du monde se déroulent durant cette période.

- 1954 : la cylindrée est limitée à 750 cm3 pour les moteurs avec compresseur et 2 500 cm3 pour les moteurs atmosphériques. Aucune limite de poids[6].

- 1958 : l'utilisation de l'essence devient obligatoire et les carburants à base d'alcool sont interdits[7].

## Années 1960

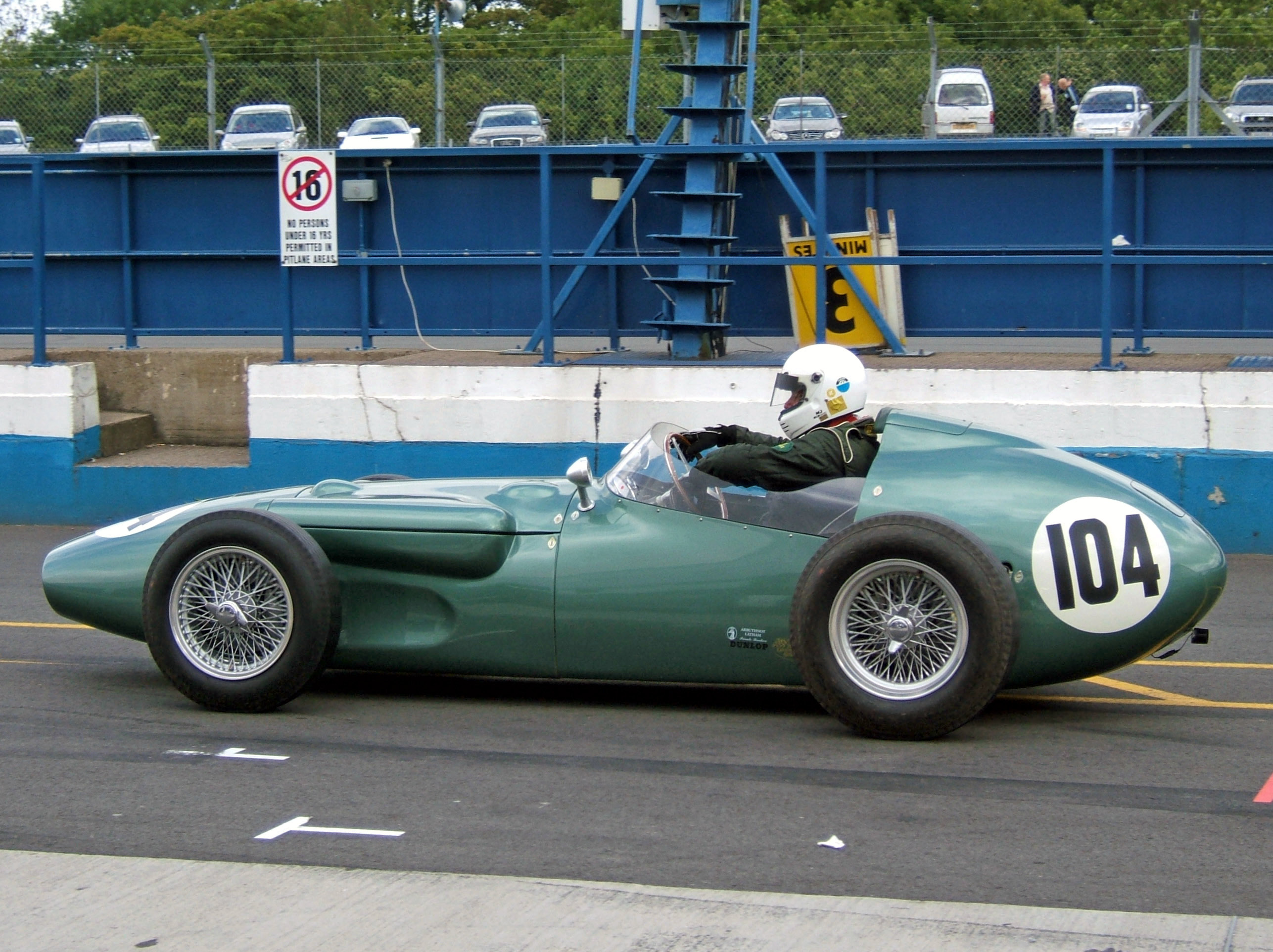
Une Aston Martin DBR4 répondant aux spécifications techniques de 1960

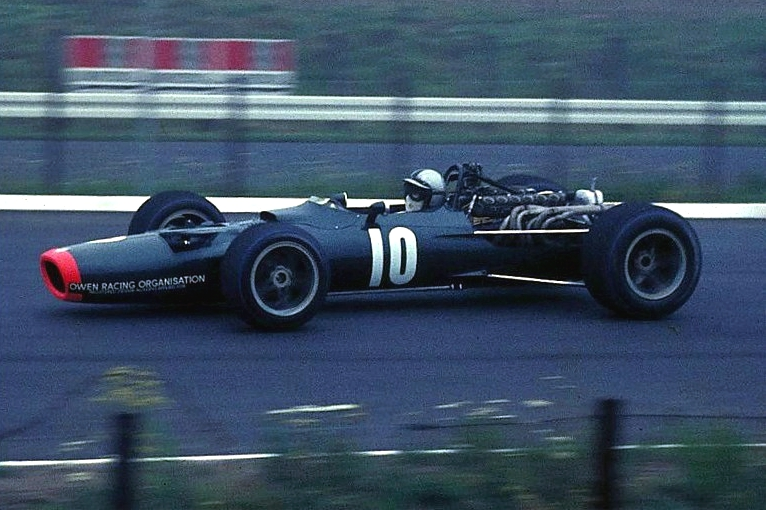
Pedro Rodríguez sur BRM P133 en 1968

Le début des années 1960 s'inscrit dans la continuité de la décennie précédente avec très peu de modifications apportées au règlement. Cependant avec l'arrivée d'une nouvelle race d'ingénieurs innovants comme Colin Chapman et les premières pressions exercées par les pilotes à propos des conditions de sécurité, le nombre de changements apportés à la réglementation s'accélère au fur et à mesure que les années passent,.
- 1961 : les moteurs à compresseur sont interdits tandis que la cylindrée des moteurs atmosphériques doit être comprise entre 1 300 et 1 500 cm3. Le poids minimal des monoplaces est fixé à 450 kg, le carburant doit être le même que celui servi à la pompe, les starters automatiques, les barres de roulements et les doubles circuits de freinage sont obligatoires. Le système d'ancrage des ceintures de sécurité est standardisé, des protections ignifuges pour les réservoirs d'essence sont mises au point ainsi que des orifices de remplissage/reniflards. La FIA commence à organiser les premières inspections de sécurité, qui étaient auparavant sous la responsabilité des autorités locales, et rend obligatoire le port du casque et de la combinaison. Les drapeaux de signalisation sont créés[9].

- 1966, 1967, 1968, 1969 : La FIA autorise le retour des moteurs avec compresseur fixant leur cylindrée à 1 500 cm3 maximum tandis que celle des moteurs atmosphériques est fixée à 3 000 cm3. Le poids minimal des voitures passe de 450 à 500 kg. Deviennent obligatoires le disjoncteur électrique, la marche arrière, le récupérateur d'huile, l'arceau de 5 cm au-dessus de la tête du pilote, le système d'extincteur en deux parties et la standardisation des cockpits pour une évacuation rapide en cas de danger. Tous les ailerons aérodynamiques doivent être statiques (interdisant de ce fait les freins à air) et être fixés rigidement sur la partie suspendue de la voiture. Les ailerons surélevés pouvant gêner le pilote sont interdits. Enfin, des recommandations sont émises sur les harnais des sièges, les vêtements ignifuges et les lunettes/visières de casque incassables[9].

## Années 1970

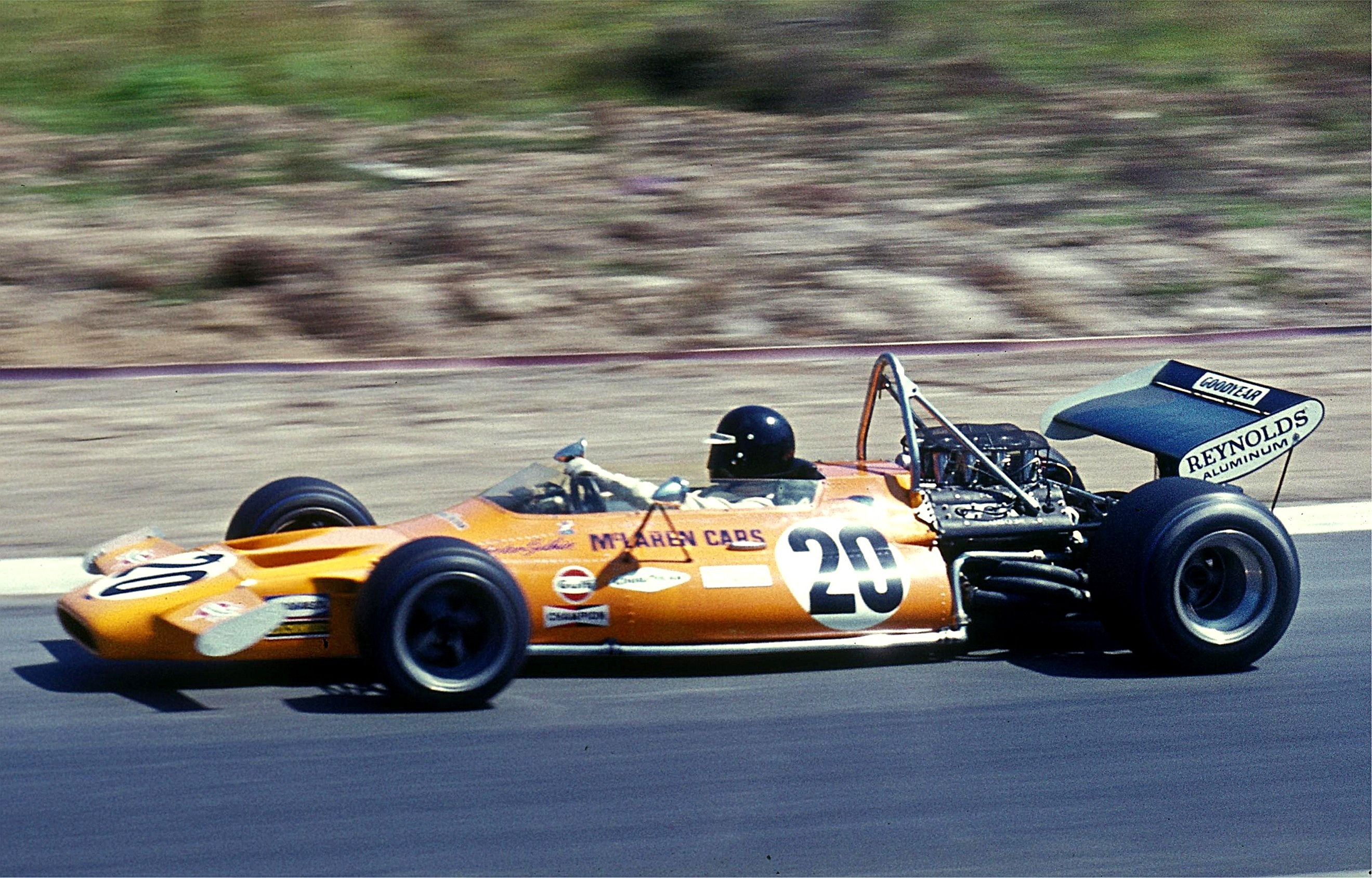
Peter Gethin sur McLaren M19A en 1971

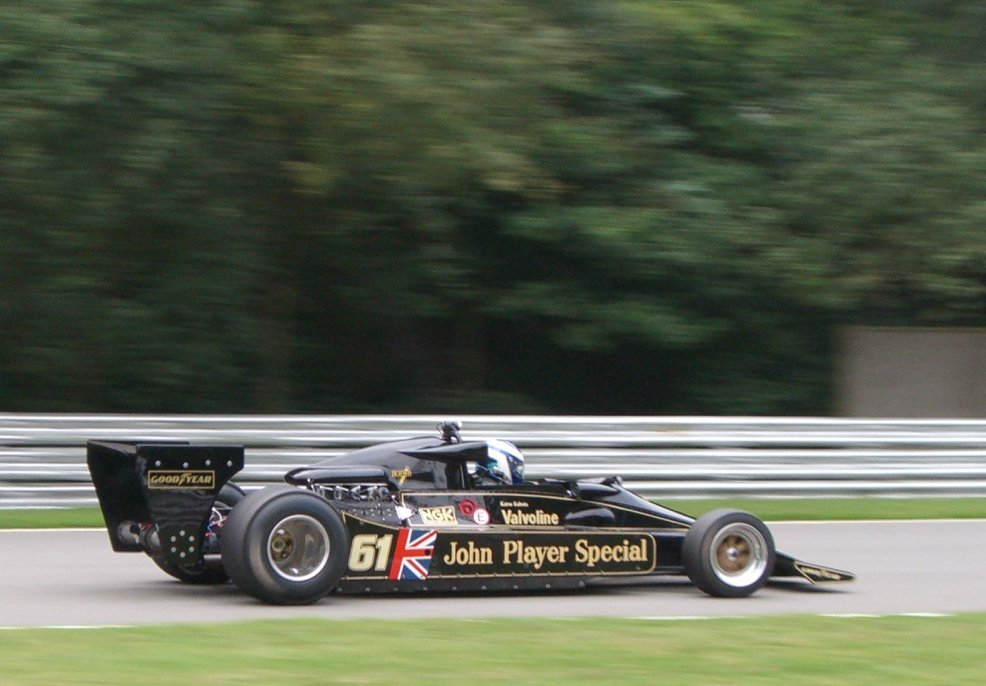
La Lotus 78 est la première F1 à effet de sol de l'histoire

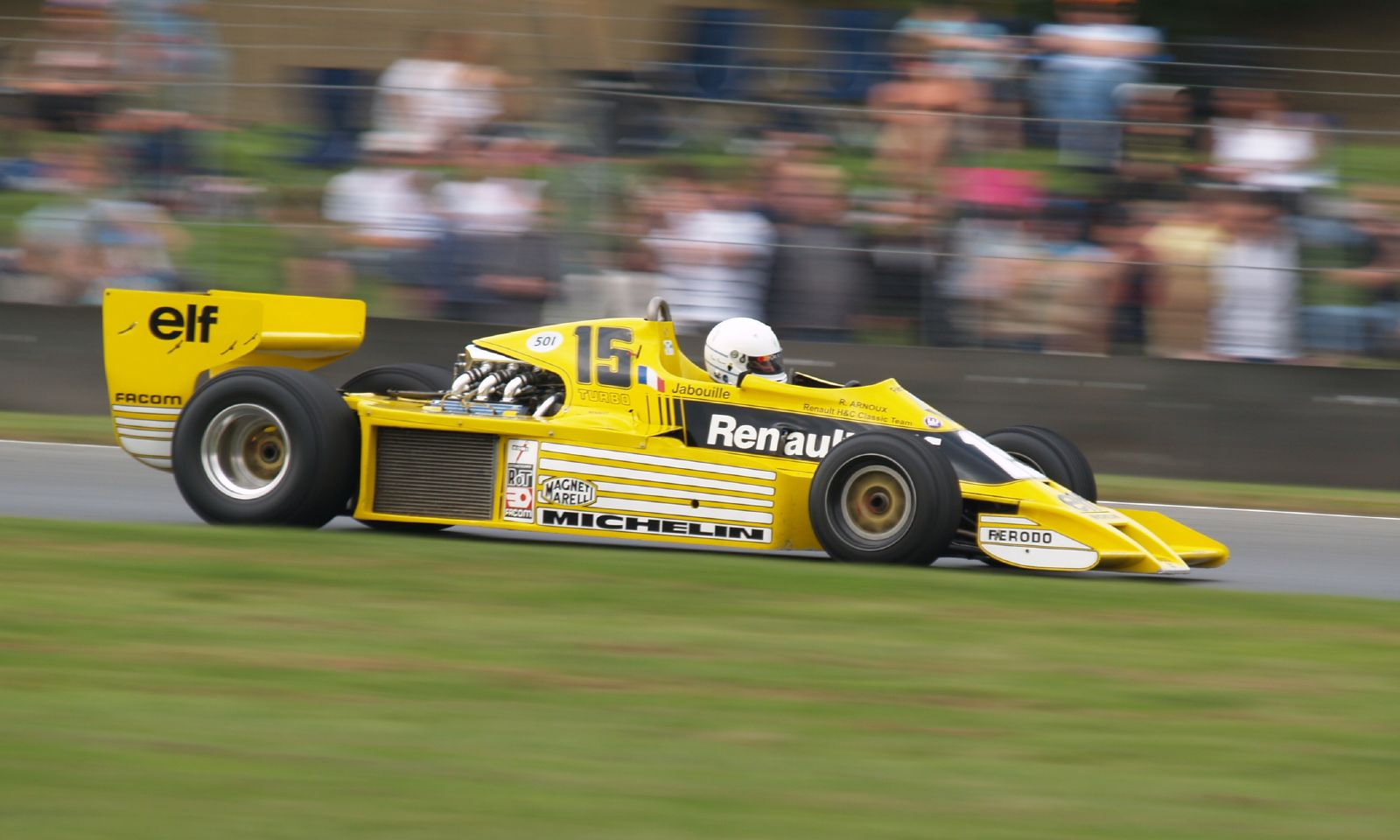
La Renault RS01, qui a participé aux championnats du monde 1977, 1978 et 1979, sera la première F1 de l'ère turbo

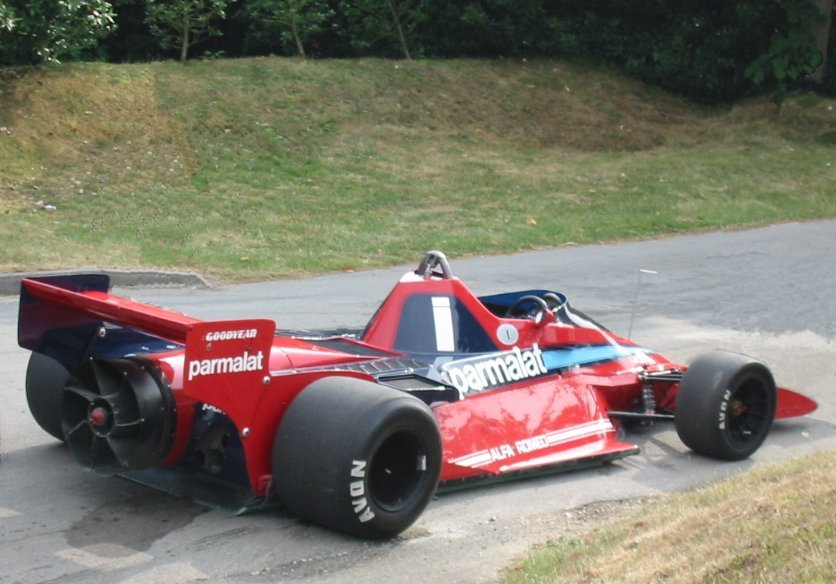
La Brabham BT46B à aspirateur est interdite après sa première course

Depuis les années 1950, la vitesse des monoplaces a considérablement augmenté sans que les normes de sécurité sur les circuits ne suivent la cadence. De nombreux pilotes estiment que le niveau de danger est trop important malgré les changements de réglementation effectués à la fin des années 1960. À l'instigation de Jackie Stewart, ils mènent une véritable « croisade » pour exiger l'amélioration des conditions de sécurité. Après la mort de Ronnie Peterson au Grand Prix d'Italie 1978, la plupart des changements requis par les pilotes sont acceptés, amenant ainsi la Formule 1 vers les standards de sécurité modernes.
- 1970 : la cylindrée des moteurs à compresseur est limitée à 500 cm3 et celle des moteurs atmosphériques à 3 000 cm3. Le poids minimum est fixé à 530 kg et les réservoirs souples sont introduits. Concernant les circuits, les bandes d'herbe de trois mètres de large en bordure de piste, les doubles glissières de sécurité et la séparation physique entre la voie des stands et la piste deviennent obligatoires ainsi que la publication de rapports sur les conditions de piste. Il est recommandé que les bottes de pailles soient bannies des circuits tandis que les spectateurs ont l'interdiction de s'approcher à moins de trois mètres des glissières de sécurité. D'autres mesures concernant la largeur de la piste et son type de surface sont prises. Enfin, les infrastructures des circuits doivent obligatoirement être inspectées par la FIA[10].

- 1971 : les superviseurs et les commissaires de pistes reçoivent une formation sur leur rôle et leurs responsabilités ainsi qu'une liste d'équipements obligatoires. Les pilotes doivent pouvoir être évacués du cockpit en moins de cinq secondes[10].

- 1972 : augmentation de la cylindrée des moteurs compressés qui repasse à 1 500 cm3. Le poids minimal des monoplaces est porté de 530 à 550 kg et des dimensions minimum sont établies pour le cockpit. La mousse de sécurité dans les réservoirs est obligatoire et l'épaisseur des plaques de magnésium doit au moins être de 3 millimètres. Sont également exigés un feu rouge de 15 watts à l'arrière du véhicule, un appui-tête pour le pilote, un dispositif de coupure électrique combiné à une poignée externe pour l'extincteur et des harnais à six points d'ancrage. Des critères de sécurité sont mis au point pour les circuits et un code de conduite des pilotes est publié[10].

- 1973 : le poids minimum des voitures est porté de 550 à 575 kg. Le réservoir doit être entouré d'une structure qui ne peut être écrasée et le chromage des éléments de suspension est interdit. Les pilotes doivent porter sur eux une carte médicale et se soumettre à l'examen médical avant de prendre la piste. Les barrières de protection et l'équipement de secours sont obligatoires pour les courses. Les dimensions de la grille de départ sont normalisées et un règlement est établi pour les pompiers présents sur le circuit[10].

- 1974 : les tuyaux de carburant auto-obturants deviennent obligatoires. Des bacs à sable sont ajoutés devant les barrières de protection et les positions de la grille de départ sont décalées créant un espace de 12 mètres de longueur entre les monoplaces placées l'une derrière l'autre[10].

- 1975 : les commissaires et le personnel médical bénéficient de routes de service aménagées sur les circuits leur permettant d'intervenir plus rapidement. La FIA établit de nouvelles normes pour les combinaisons ignifugées[10].

- 1976 : élaboration de règles de sécurité pour le tableau de bord et les pédales[10].

- 1977 : les normes de sécurité concernant le pédalier et les bacs à gravier sont définies plus précisément. Les casques des pilotes doivent être conformes aux normes de la FIA[10].

- 1978 : la Brabham BT46B est jugée par la FIA non conforme au règlement et bannie des circuits[15] après son unique participation en Grand Prix, en Suède, qu'elle remporte : le système d'« aspirateur » est jugé dangereux car il favorise les performances de la monoplace et expose davantage les pilotes en cas de choc[16]. De nouvelles spécifications sont établies pour la cloison située derrière le conducteur et l'arceau de sécurité avant. Les positions de la grille de départ sont espacées en longueur de 14 mètres[10].

- 1979 : un nouveau système de support de vie est introduit : l'air médical est requis sur les circuits pour être injecté dans le casque des pilotes en cas d'accident. L'habitacle bénéficie d'une plus grande ouverture, les rétroviseurs deviennent obligatoires et des extincteurs répondant à de nouvelles normes d'efficacité à bord des voitures sont exigés. La FIA désigne un mandataire chargé de lancer les courses[10].

## Années 1980

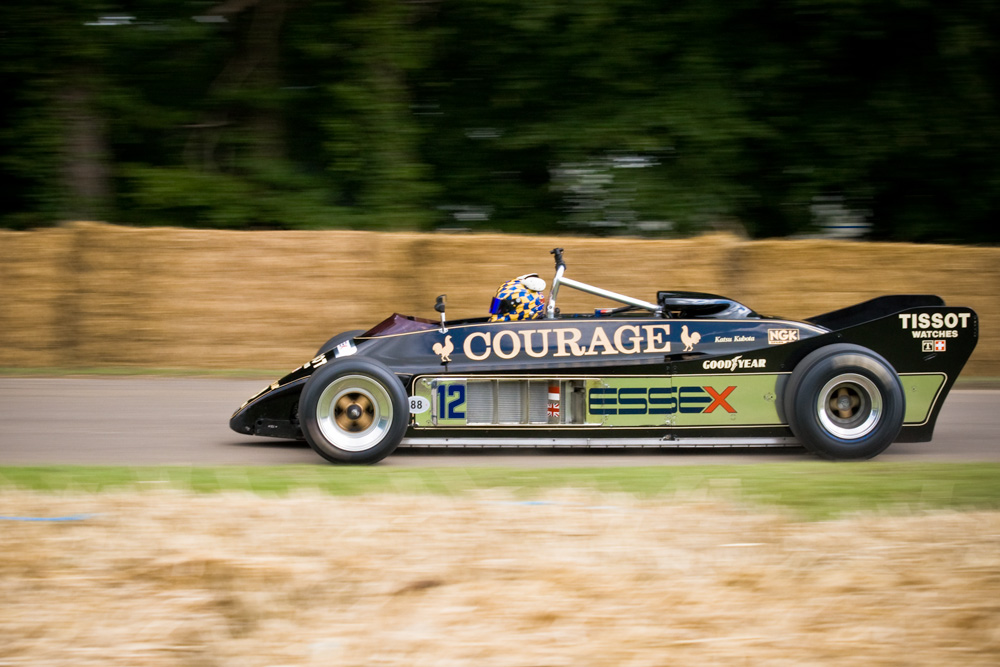
La Lotus 88 à double châssis est immédiatement jugée non conforme

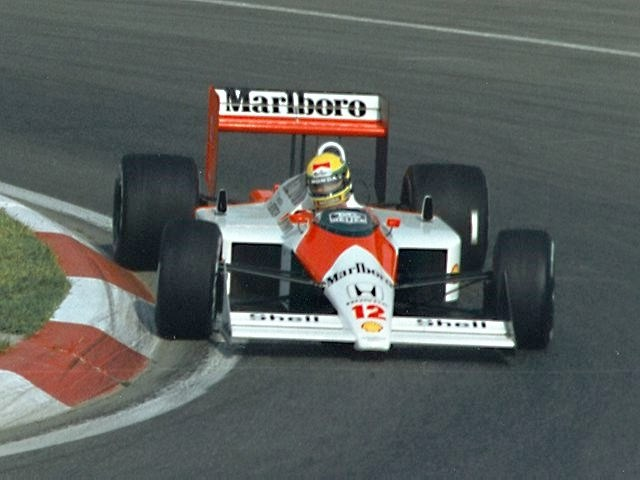
La MP4/4 est la dernière McLaren turbocompressée

- 1981 : la Lotus 88 à double châssis est jugée immédiatement non conforme. Une garde au sol de 6 cm minimum sous les jupes des monoplaces est décrétée afin de réduire l'efficacité de la dépression créée sous le châssis. Le poids minimum des monoplaces passe à 585 kg.

- 1982 : afin de lutter contre l'omniprésence des moteurs turbocompressés, le poids minimum des monoplaces est abaissé et passe de 585 à 580 kg.

- 1983 : toujours afin de lutter contre l'omniprésence des moteurs turbocompressés, le poids minimum des monoplaces est à nouveau abaissé et passe de 580 à 540 kg. Le comité exécutif de la FIA présidée par Jean-Marie Balestre passe outre l'impératif d'unanimité des concurrents pour imposer l'interdiction des jupes et pour l'obligation d'installation d'un fond plat pour condamner l'effet de sol.

- 1984 : toujours afin de limiter l'efficacité des moteurs turbocompressés, la capacité des réservoirs d'essence est ramenée à 220 litres.

- 1986 : toujours afin de limiter l'efficacité des moteurs turbocompressés, la capacité des réservoirs d'essence est ramenée de 220 à 195 litres.

- 1987 : toujours afin de limiter l'efficacité des moteurs turbocompressés, le poids minimum des monoplaces est abaissé de 580 à 500 kg, une bride d'admission limite la pression d'alimentation du turbocompresseur à 4 bars et la cylindrée maximale des moteurs atmosphériques est augmentée pour atteindre 3 500 cm3.

- 1988 : toujours afin de limiter l'efficacité des moteurs turbocompressés, une nouvelle bride d'admission limite la pression d'alimentation du turbocompresseur à 2,5 bars et la capacité des réservoirs d'essence est ramenée à 150 litres.

- 1989 : les moteurs turbocompressés sont interdits. Les monoplaces de Formule 1 sont désormais équipées de moteurs atmosphériques de 3 500 cm3 et leur poids minimal fixé à 500 kg.

## Années 1990
- 1991 : un crash-test frontal et latéral est obligatoire. Le pilote doit pouvoir s'extraire de la monoplace en cinq secondes sans démonter le volant. Le réservoir de carburant doit obligatoirement être situé entre l'habitacle (dos du pilote) et le moteur (les réservoirs latéraux enveloppant le cockpit sont proscrits) et celui-ci doit être en caoutchouc recouvert d'une enveloppe anti-perforation.

- 1993 : la largeur hors-tout de la monoplace passe de 2,15 m à 2 m. La largeur des pneumatiques est ramenée de 18 à 15 pouces, soit une dimension des pneus arrière fixée à 381 mm de large (contre 457 mm auparavant).

- 1994 : les systèmes de suspensions actives, antipatinage, antiblocage, assistance à la direction, boîtes de vitesses automatiques à passage programmé, et accélérateur électronique (fly-by-wire), sont interdits. Les ravitaillements en course sont autorisés.

- 1995 : le poids minimum des monoplaces est porté à 595 kg, pilote compris (contrairement aux années précédentes où le poids minimum ne concernait que la voiture). La cylindrée maximum (V12 maximum) autorisée passe de 3 500 cm3 à 3 000 cm3.

- 1997 : un enregistreur de données (« boîte noire ») est rendu obligatoire sur toutes les monoplaces.

- 1998 : la largeur hors-tout de la monoplace passe de 2 m à 1,80 m. Le poids minimum des monoplaces est porté à 600 kg. Les pneus « slicks » font place à des pneus rainurés  (3 stries à l'avant, 4 à l'arrière).

- 1999 : Le baquet doit être solidaire du pilote (le pilote peut être extrait de la voiture sanglé à son siège). Un système de retenue des roues par câble est rendu obligatoire pour éviter leur envol lors d'un choc. Les pneus doivent maintenant comprendre quatre stries à l'avant comme à l'arrière.

## Années 2000

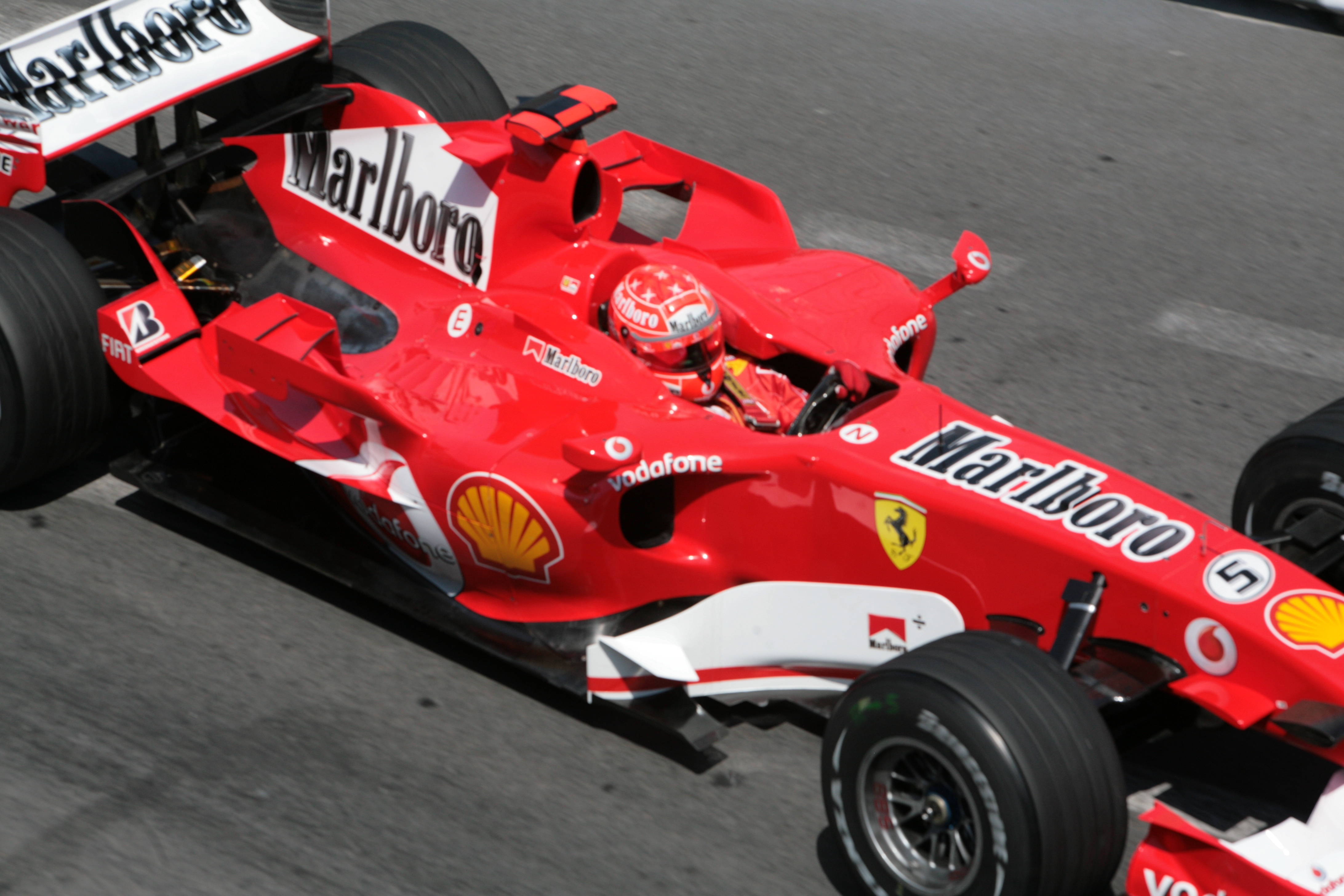
La Ferrari 248 F1 de Michael Schumacher et ses nombreux appendices à Monaco en 2006.

- 2001 : le moteur est obligatoirement un V10 de 3 000 cm3. Les systèmes d'antipatinage sont à nouveau autorisés.

- 2003 : introduction du système HANS (« Head And Neck Support »), équipement solidaire du casque destiné à protéger les vertèbres cervicales des pilotes en cas de « coup du lapin ». Les systèmes d'antipatinage sont à nouveau interdits, de même que les boîtes de vitesses entièrement automatiques et les systèmes de télémétrie dans le sens stand-voiture.

- 2004 : instauration du moteur unique pour toute la durée du week-end de course.

- 2005 : instauration du moteur unique pour toute la durée de deux week-end de course. Il est interdit de changer de pneumatiques en course.

- 2006 : le moteur est obligatoirement un V8 de 2 400 cm3 (il reste toutefois possible d'utiliser un V10 de la saison 2005 dont le régime maximum est bridé). Le changement de pneumatiques en course est à nouveau autorisé.

- 2007 : le poids minimum des monoplaces (à tout moment de l'épreuve et toujours pilote compris) est porté à 605 kg. Les pneus sont fournis par Bridgestone à tous les concurrents et ces derniers doivent effectuer un changement de qualité de gomme au moins une fois pendant chaque Grand Prix.

- 2008 : la boîte de vitesses doit pouvoir être utilisée pendant quatre Grand Prix consécutifs. Toutes les monoplaces sont équipées de la même centrale électronique (ECU) unique fournie par la FIA. L'utilisation d'un V10 bridé est interdite et le régime maximum des moteurs, tous V8 de 2 400 cm3, est limité à 19 000 tr/min.

- 2009 : chaque écurie dispose d'un maximum de 20 moteurs ; 16 pour les courses (8 par voiture) et 4 pour les essais au banc. Pour les rendre plus fiables, le régime maximal de ceux-ci est ramené à 18 000 tr/min. Le système de récupération de l'énergie cinétique (SREC) est autorisé. Pour diminuer les turbulences produites par les monoplaces, des modifications aérodynamiques importantes sont apportées ; la hauteur de l'aileron arrière passe de 80 cm à 95 cm, sa largeur de 100 cm à 75 cm. La largeur maximale de l'aileron avant passe de 140 cm à 180 cm et celui-ci est abaissé à 75 mm (150 mm précédemment). Tout appendice aérodynamique est interdit et la hauteur du diffuseur est modifiée. Pour retrouver une partie du « grip » perdu par la diminution des appuis aérodynamiques, les pneus redeviennent « slicks » (plus de rainurage).

## Années 2010
- 2010 : le poids minimum des voitures passe de 605 kg à 620 kg. Les ravitaillements en course sont interdits, les voitures devront s'élancer avec la quantité d'essence nécessaire à la distance totale de la course.

- 2011 : le poids minimum des voitures passe de 620 kg à 640 kg. Les pneus sont fournis par Pirelli à tous les concurrents. Instauration du DRS (Système de réduction de la traînée)[17] autorisé dans certaines zones des circuits appelées "zone DRS", et si un pilote se trouve à moins d’une seconde d’un autre pilote, favorisant les dépassements.

- 2014 : cette saison connait des changements importants tant au niveau technique que sportif[18]. La motorisation passe à un V6 turbocompressé de 1 600 cm3 (1 seul échappement) dont le régime maximum est limité à 15 000 tr/min et la consommation à 100 kg de carburant par Grand Prix. Il est complété par deux SREC, pouvant délivrer une puissance additionnelle d'environ 160 chevaux pendant 33 secondes sur un tour. Cinq blocs moteur par saison. La boîte de vitesses passe de sept à huit rapports lesquels resteront fixes pour toute la saison (une boîte pour six GP). Le poids minimum (pilote équipé + voiture réservoir vide) est porté à 691 kg[19]. Pour des raisons de sécurité, la hauteur de châssis au niveau du train avant passe de 625 à 525 mm et le museau est abaissé de 550 à 185 mm. L'aileron avant est plus étroit de 15 cm (à 1 650 mm) et la surface de l'aileron arrière est diminuée. Chaque pilote choisit dorénavant un numéro pour la durée de toute sa carrière. Une nouvelle pénalité de 5 secondes lors d'un arrêt au stand programmé est désormais à la disposition des commissaires. Les points du dernier Grand Prix sont doublés.

- 2015 : les points doublés attribués au dernier grand prix sont supprimés. Le poids minimum de la voiture est porté à 702 kg pour diminuer les contraintes de poids subies par les pilotes les plus grands. À la suite de l'arrivée en F1 de l'adolescent Max Verstappen confirmé titulaire à 16 ans et qui dispute son premier championnat du monde à 17 ans, un âge minimum pour concourir en Formule 1 est introduit : 18 ans. La hauteur du nez est rabaissée et les constructeurs doivent maintenir une symétrie parfaite droite/gauche. Conséquence de l'accident fatal de Jules Bianchi au Japon, la voiture de sécurité virtuelle est introduite : pendant une voiture de sécurité virtuelle, les pilotes sont contraints de maintenir leur vitesse dans une gamme imposée[20].

- 2016 : les voitures sont peu modifiées, mais d'importants détails sont ajoutés à la gestion des courses et à la sécurité[21]. Trois types de gommes sont apportées à chaque grand prix. Pirelli impose trois trains de pneu (un pour la Q3, deux pour la course), les pilotes et écuries sont libres de choisir les dix autres trains. Ce changement vise à introduire une plus grande variété de stratégie et donc des courses plus incertaines. Les protections latérales pour la tête du pilote sont rehaussées de 20 mm et doivent résister à des compressions de l'ordre de 50N/30s. Pour mieux comprendre les accidents et leurs conséquences, des accéléromètres intraauriculaires sont imposés et des caméras hautes fréquences braquées sur la tête du pilote sont ajoutées. La voiture de sécurité virtuelle peut désormais être aussi déployée pendant les séances d'essai

- 2017 : les pneumatiques avant passent à 305 mm contre 245 mm en 2016, les pneus arrière quant à eux passent à 405 mm contre 325 mm en 2016. Le poids minimum des monoplaces passe de 702 à 722 kg. Le design de l’aileron arrière est revu avec des dérives latérales en diagonales qui permettent de modifier le point où la structure de flux d’air interagit avec l’aileron arrière, devenant plus large de 200 mm et est abaissé de 15 cm. L’aileron avant est porté de 1650 à 1800 mm, améliorant grandement la charge aérodynamique de la voiture. La largeur minimale du châssis des monoplace passe de 1300 à 1400 mm et la largeur maximale est de 1600 mm (soit 200 mm de plus). La largeur du fond plat passe de 1400 à 1600 mm et il est réduit de 100 mm en longueur. Le point d’attaque recule de 330 à 430 mm. L'extrémité du diffuseur est plus importante avec une inclinaison de 175 mm par rapport à la ligne centrale des roues arrière, l’ensemble boite de vitesses et transmission a inclinaison plus haute. Elle est augmentée de 50 mm (175 au lieu de 125mm) et la largeur de 1000 à 1050m cette dernière augmentant grandement le fameux « effet de sol » (dépression d’air qu’il y sous la voiture). Une nouvelle procédure pour les départs sur piste mouillée a été instaurée : si un départ est lancé sous safety car, un départ arrêté normal a lieu une fois que la piste sera considérée comme sûre, ensuite la voiture de sécurité rentre aux stands et les Formules 1 se placent sur la grille de départ. Les pilotes doivent avoir le même casque sur l’ensemble des Grands Prix excepté pour une course de leur choix, seul exception s'ils changent d'écuries en cours de saison où ils peuvent changer de casque. Les équipes ne peuvent plus choisir le nombre de trains de pneus qu’ils souhaitent pour les 5 premières courses, c'est le manufacturier qui fournit à chaque pilote deux trains du composé le plus dur, quatre du composé intermédiaire, et sept du composé le plus tendre. Il n'est plus possible d’utiliser plus d’un moteur hors quota lors d’un Grand Prix[22].

- 2018 : introduction du le halo, sorte d'arceau de sécurité, structure de protection frontale du cockpit des monoplaces pour protéger la tête des pilotes d'un choc avec un objet en mouvement.

## Années 2020
- 2020 : Face à la pandémie de COVID-19, la FIA met en place des ajustements immédiats pour limiter les coûts et adapter le championnat aux nouvelles contraintes sanitaires :
  - limitation des mises à niveau des unités de puissance V6 turbo hybrides ;
  - réduction des essais aérodynamiques ;
  - mise à jour des règles sur les pneumatiques autorisant l'évaluation de nouvelles spécifications Pirelli en Essais Libres 2 et élargissant l'usage des pneus pluie en cas de conditions humides en Essais Libres 1.
  - mise en place du plafonnement budgétaire avec un budget maximal de 145 millions de dollars pour 2021.

- 2021 : Pour limiter les coûts, plusieurs éléments des monoplaces ne peuvent pas être développés librement d’une saison à l'autre (châssis, boîte de vitesses, structures de choc avant et arrière, suspensions, composants mécaniques liés à l’architecture du moteur, systèmes électroniques standardisés et certaines pièces aérodynamiques homologuées). Le poids minimum des monoplaces passe de 746 à 752 kg.

- 2022 : Retour à l'effet de sol grâce à des tunnels Venturi sous le plancher, suppression des bargeboards, simplification des ailerons avant et arrière pour réduire les turbulences et améliorer la capacité de dépassement. Des roues de 18 pouces remplacent celles de 13 pouces et les jantes sont standardisées ; les couvertures chauffantes voient leur température maximale abaissée. Le poids minimum des monoplaces passe de 752 kg à 795 kg.